# Wangunjaya (Pakenjeng)
Wangunjaya is een bestuurslaag in het regentschap Garut van de provincie West-Java, Indonesië. Wangunjaya telt 4858 inwoners (volkstelling 2010).